# Price Daniel
Marion Price Daniel, Sr., né le 10 octobre 1910 à Dayton, au Texas et mort le 25 août 1988, est un homme politique américain du Parti démocrate. Il est le 38e gouverneur du Texas du 15 janvier 1957 au 15 janvier 1963.
Il est nommé par le président Lyndon B. Johnson au Conseil de sécurité nationale, directeur du Bureau de la protection civile (Office of Emergency Preparedness) et conseiller du président pour les relations entre le gouvernement fédéral et les États américains. Price Daniel est également juge à la Cour suprême du Texas.

## Biographie
Marion Price Daniel Sr (plus précisément Marion Price Daniel II) est né le 10 octobre 1910 à Dayton, au Texas, de Marion Prix Daniel Sr (1882-1937) et Nannie Blanch Partlow (1886-1955), à Liberty Texas. Il est l'aîné de la fratrie avec une sœur Ellen Virginie Daniel née en 1912 et un frère William Partlow Daniel en 1915. Adolescent, il est journaliste pour le Fort Worth Star-Telegram. Il suit l'école de droit de l'université Baylor en travaillant comme concierge et en travaillant au Waco Tribune Nouvelles. Il reçoit son diplôme de Baylor en 1932. Après ses études, il crée son propre cabinet dans le comté de Liberty au Texas. 
En 1938, il est élu à la Chambre des représentants du Texas. Il est réélu, servant sous les 46e, 47e et 48e législatures du 10 janvier 1939 jusqu'au 9 janvier 1945. 
Quand la législature est ajourné en mai 1943, Daniel renonce à son exemption et s'engage dans l'US Army, servant dans le Security Intelligence Corps. Il est nommé second lieutenant en 1944 après un entraînement à l'école du Judge Advocate General's Corps, United States Army (en) à Ann Arbor (Michigan), après quoi il devient instructeur dans l'Army School for Personnel Services à  Lexington en Virginie. L'armée le partage alors avec l'Corps des Marines en 1945, celui-ci l'envoyant à Sasebo au Japon pour monter une école de personnel des Marines. Il peut revenir à la vie civile en mai 1946.
De retour au Texas, il est élu comme procureur général de cet État.
En 1952,  Daniel est élu au Sénat des États-Unis. Il est aussitôt pris sous l'aile du leader de la minorité démocrate Lyndon B. Johnson, avec le sénateur senior l'aidant à atténuer la pénurie d'espace de bureau en permettant au personnel de Daniel de travailler dans le bureau de LBJ.
Le nouveau sénateur travaille sur enquêtes sur les drogues et réforme le Collège électoral des États-Unis.
Opposé aux efforts de déségrégation, le sénateur Daniel se joint aux 19 autres sénateurs et 77 membres de la Chambre des représentants des États-Unis en signant en 1956, le Southern Manifesto qui condamné la décision de la Cour suprême en 1954 dans le cas Brown v. Board of Education  et encourageait les états à résister à son implémentation. La décision de la Cour suprême de 1958,  Cooper v. Aaron a estimé que les États étaient tenus de maintenir la décision antérieure sur la déségrégation.